# 최창희
최창희는 교사 겸 민족주의자로 1920년 미의원 한국방문단에 한국독립의지를 전하다가 체포되었고 1927년 신간회 덕원지원 부회장을 역임했다.